# Mensdorf
Mensdorf (franska) (luxemburgiska: Mensder lyssna (fil), tyska: Mensdorf) är en ort i kantonen Grevenmacher i östra Luxemburg. Den ligger i kommunen Betzdorf vid floden Syre, cirka 13,5 kilometer nordost om staden Luxemburg. Orten har 967 invånare (2022).